# Trevis (automobilismo)
A Trevis foi um construtor norte-americano de carros de corrida. Produziu chassis para equipes das 500 Milhas de Indianápolis no período entre 1951 e 1960, quando o evento fazia parte do calendário do Campeonato Mundial da FIA.